# Големи числа
Голямо число се нарича число, което е значително по-голямо от тези в ежедневна употреба. С големи числа обикновено работят математиката, астрономията, кристалографията и космологията.

## Наименование на големите числа
Така например числото един милион има шест нули, а един милиард или както още се нарича един билион – девет нули, един трилион – 12 нули. Първата сричка от трилион идва от латинското наименование на три. Ако продължим по този метод да заместваме с латинските думи за четири, пет, шест и т.н. до девет, ще получим имената на числата до нонилион – число с 30 нули.
По същия начин се образуват и числата с повече нули – по вече посочения метод с използване на латинските думи за 10 и нагоре. Така получаваме името на числото с 33 нули – децилион; с 36 нули – ундецилион. Продължаваме да добавяме по 3 нули на всяко предходно число и получаваме името куатродецилион – единица с 45 нули след нея, куиндецилион – 48 нули, сексдецилион – с 51 нули, септемдецилион – с 54 нули, октодецилион – с 57 нули, новемдецилион – с 60 нули вигинтилион – с 63, гугол - със сто нули.
Можем да продължим по същия начин, използвайки и следващите латински думи, докато стигнем числото със 100 нули. То е наречено гугол (просто измислена дума, от него впоследствие е заимствано и името на търсачката Google). Това число е толкова голямо, че е повече от броя на всички атоми във видимата ни вселена. Друго голямо число е гуголплекс, това е 10 на степен 10100. Гуголплекс има толкова много нули, че цялата видима вселена няма да стигне само да го напишем, дори ако можехме да поберем по една нула във всеки атом. Едно от най-големите числа, използвано до момента в математическо доказателство е числото на Греъм. То е много по-голямо от гуголплекс. Открито е през 70-те години от математикът и бивш цирков артист – Рон Греъм. Отнася се до бихроматични хиперкубове и не може да бъде изразено без специална бройна система.